# Хардеген, Кэтрин
Кэтрин Хардеген (англ. Kathryn Hardegen; род. в 1983 году) — австралийская шахматистка,  мастер ФИДЕ среди женщин (2017).

## Биография
В 2017 году в Окленде заняла второе место в зональном турнире Океании 3.6 по шахматам среди женщин. После отказа победительницы турнира новозеландки Л. Тимергази участвовать в чемпионате мира по шахматам среди женщин стала единственной представительницей Океании на чемпионате мира по шахматам среди женщин 2018 года.
На чемпионате мира по шахматам среди женщин в 2018 году в Ханты-Мансийске в первом туре проиграла Цзюй Вэньцзюнь.